# Utsira
Utsira è un comune norvegese della contea di Rogaland. E il comune norvegese più piccolo sia in termini di abitanti che in termini di superficie, essendo situato su una piccola isola.